# Dieta de Augsburgo

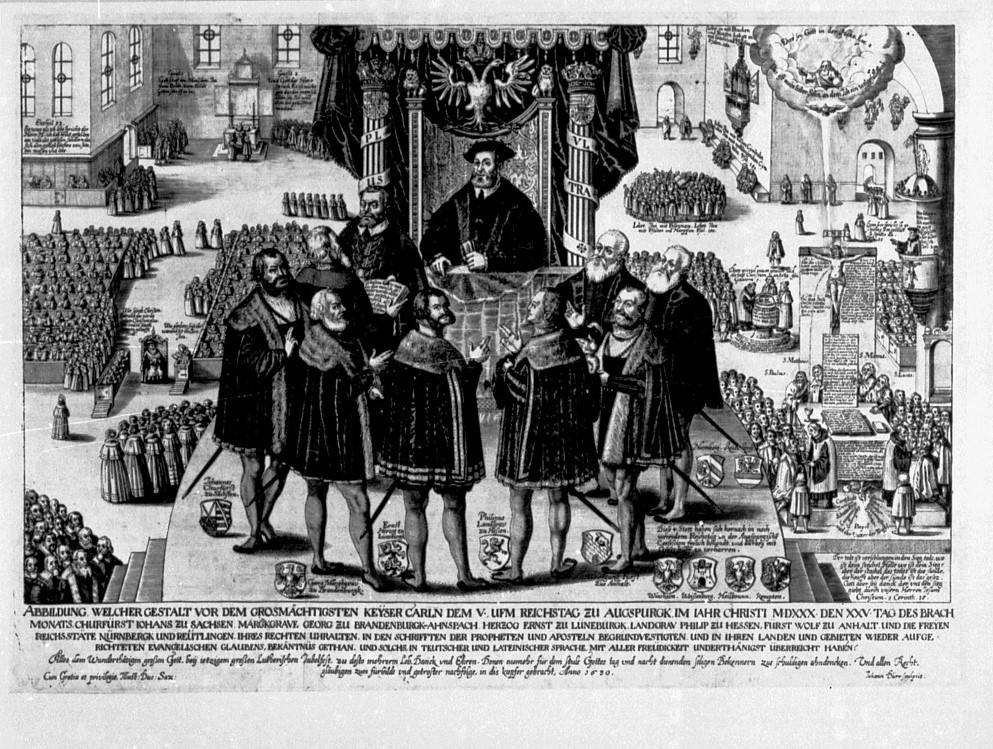
Carlos V recebe a Confessio Augustana ou Confissão de Augsburgo na sessão do 25 de Junho de 1530.

A Dieta de Augsburgo  é o nome com o que se conhecem as reuniões da Dieta Imperial ou Reichstag do Sacro Império na cidade alemã de Augsburgo.
Houve muitas sessões, desde o ano 952 até o ano 1582; mas as mais importantes foram as que se celebraram nos anos centrais do século XVI, o período culminante da Reforma protestante e as guerras religiosas entre católicos e protestantes.
Depois da Dieta de Worms de 1521, onde o imperador Carlos V tinha pretendido acabar com Lutero mediante o Édito de Worms, teve outras reuniões da Dieta em Nuremberg e em Espira (onde o Protesto dos luteranos deu origem à denominação "protestante").
Com a sessão de Augsburgo de 1530 tentava-se acalmar as crescentes tensões entre católicos e protestantes, que apresentaram ao imperador a Confessio Augustana ("Confissão de Augsburgo", 25 de junho de 1530), um documento central para o luteranismo. Uma equipe de teólogos católicos realizou uma refutação denominada Confutatio Pontifícia (3 de agosto de 1530), que foi respondida por Melanchton com a Apologia da Confissão de Augsburgo (Abril-Setembro de 1531).

## Dieta de Augsburgo de 1547-1548
Depois de sua vitória na Batalha de Mühlberg sobre a Liga de Esmalcalda, convocou-se a sessão 1547/48, denominada geharnischter Reichstag ("Dieta enérgica ou encoraçada"), por realizar-se baixo a pressão dos exércitos imperiais situados nos arredores. Ali proclamou-se o Interim de Augsburgo, um decreto imperial que pretendia solucionar o problema religioso com algumas concessões aos protestantes, mas fazendo prevalecer os critérios de Carlos V, inclusive contra a opinião do Papa.

## Dieta de 1555
O Interim, em sua tentativa de dar prioridade ao catolicismo, foi recusado por muitos príncipes luteranos, que reativaram a guerra em 1552 ("Guerra dos Príncipes"). Nesta ocasião a guerra foi-lhes favorável, obtendo o reconhecimento de suas pretensões na Paz de Passau (1552) e na nova sessão da Dieta que teve lugar em Augsburgo em 1555, e que se substanciou na denominada Paz de Augsburgo. O tratado que reconhecia tanto "a velha religião" como "a Confessio Augustana", estabelecendo o princípio Cuius regio, eius religio ("a tal rei, tal religião"), que dava à cada príncipe o poder de decidir (entre essas duas, com exclusão de qualquer outra, como a calvinista) a religião de seus suditos, com algumas exceções (Declaratio Ferdinandei e  Reservatum ecclesiasticum). Algumas questões ficaram ainda pendentes até a Guerra dos Trinta Anos (1618-1648).

## Dieta de 1566
A sessão de 1566 da Dieta de Augsburgo deu validade aos decretos do Concilio de Trento para os Estados Católicos do Sacro Império Romano-Germânico.